# Péterhida, Somogy
Péterhida  este un sat în districtul Barcs, județul Somogy, Ungaria, având o populație de 148 de locuitori (2011). 

## Demografie
Componența etnică a satului Péterhida
     Maghiari (94,03%)
     Germani (5,97%)
Componența confesională a satului Péterhida
     Romano-catolici (65,54%)
     Fără religie (8,11%)
     Reformați (4,73%)
     Necunoscută (21,62%)
Conform recensământului din 2011, satul Péterhida avea 148 de locuitori. Din punct de vedere etnic, majoritatea locuitorilor (94,03%) erau maghiari, cu o minoritate de germani (5,97%).  Din punct de vedere confesional, majoritatea locuitorilor (65,54%) erau romano-catolici, existând și minorități de persoane fără religie (8,11%) și reformați (4,73%). Pentru 21,62% din locuitori nu este cunoscută apartenența confesională.